# Харьковское конструкторское бюро машиностроения
Харьковское конструкторское бюро по машиностроению имени А. А. Морозова (ОКБ имени Морозова — ГП ХКБМ до 1951, ОКБ-520 до 1997, КБ-60 до 1999) — советское/украинское предприятие, разрабатывающее бронетанковую технику. Ранее ГП ХКБМ играло ключевую роль в создании бронированных гусеничных машин Советского Союза.

## История
До Великой Отечественной войны бюро называлось ОКБ-520. Осенью 1941 оно было эвакуировано в Нижний Тагил, где использовало производственные мощности Уралвагонзавода. В 1951 году, когда Александр Морозов из-за разногласий с руководством УВЗ вернулся в Харьков, прежнее название осталось за тагильским[каким именно из них?] конструкторским бюро, а харьковское стало называться КБ-60. 
После смерти Морозова получило название ОКБ им. Морозова.
Приватизация
В марте 2012 года Кабинет министров Украины поручил государственному концерну «Укроборонпром» реорганизовать несколько казённых предприятий в коммерческие предприятия. Среди них Харьковское КБ по машиностроению имени Морозова и Харьковское КБ по двигателестроению (расположенное на заовражной площадке ХЗТМ).

## Деятельность
ХКБМ специализируется, главным образом, на разработке и производстве бронетанковой техники. Компетенция ГП ХКБМ в данной сфере является всеобъемлющей и охватывает весь процесс создания того или иного образца, от первой линии на чертеже и до последующего усовершенствования уже эксплуатирующейся машины.
Номенклатура разработанных ГП ХКБМ гусеничных машин включает основные боевые танки «Ятаган», «Оплот», Т-80УД, тяжелую боевую машину пехоты БТМП-84 и бронированную ремонтно-эвакуационную машину БРЭМ-Оплот.
Колесные машины, которые разработаны ГП ХКБМ — бронетранспортеры БТР-3, БТР-4, Дозор-Б, многоцелевой автомобиль Дозор-А.
ГП ХКБМ также специализируется на разработке вариантов модернизации устаревших боевых танков, в том числе Т-72, Т-64, Т-59, Т-55 и Т-54.
Кроме того, ГП ХКБМ занимается конструированием и изготовлением инженерной техники, а также высокотехнологичных средств обучения для боевых бронированных машин. В частности были разработаны и изготовлены динамические тренажёры танков Т-80УД, Т-72С(Б), Аль-Халид, Т-64Б, Т-55, а также тренажёр БМП-2.
В дополнение к вышеуказанным основным сферам деятельности, ГП ХКБМ разрабатывает различную гражданскую продукцию, включая оборудование для металлургической промышленности, оборудование для обращения с радиоактивными отходами, специальную технику на тяжёлой гусеничной базе и т. д.

### ВЭД
В конце 2009 года Украина и Ирак подписали контракт на поставку 420 машин БТР-4 на общую сумму 457,5 млн долл. Основной исполнитель контракта — Харьковское конструкторское бюро имени Морозова (ХКБМ), соисполнитель — Государственное предприятие «Завод имени Малышева» (г. Харьков). Первая партия БТР-4 для Ирака в количестве 26 единиц была отправлена заказчику 20 апреля 2011 года.

### Нестандартные заказы
Бронетехника для кинематографа
В 2008 году ХКБМ разработало специально для съёмок фантастического фильма Обитаемый остров так называемый «БТР-Космос» — пурпурный инопланетный «танк»-автомат (на шасси БТР-70), на котором разъезжает главный герой фильма Максим Каммерер. Тогда же была разработана целая серия фантастических танков, представленная в битве во второй части фильма — «Обитаемый Остров. Схватка».

## Руководители

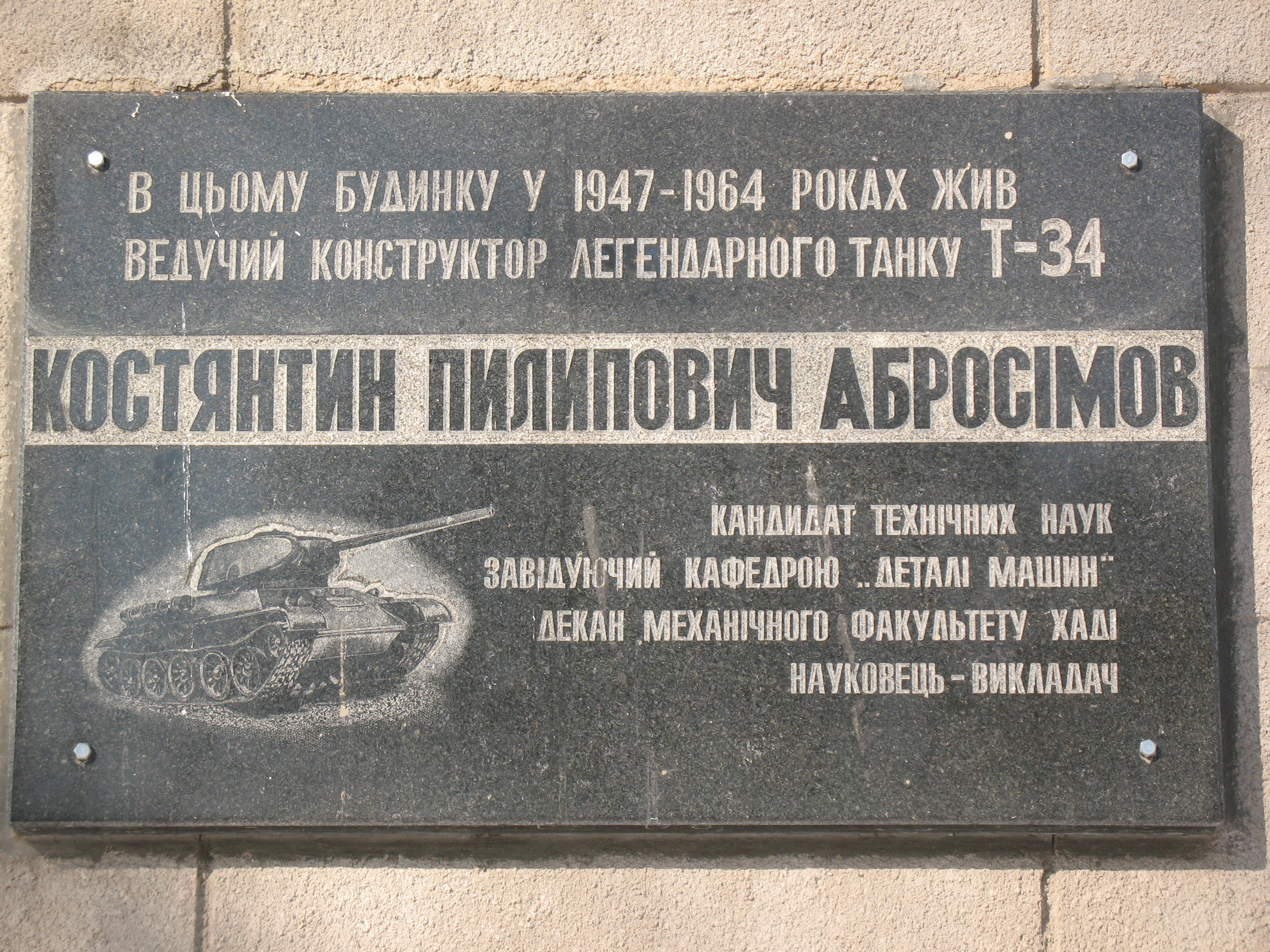
Мемориальная доска конструктору танка Т-34 К. Абросимову

- Алексенко, Иван Никанорович (январь 1928 — декабрь 1931)
- Фирсов, Афанасий Осипович (декабрь 1931 — декабрь 1936)
- Кошкин, Михаил Ильич (декабрь 1936 — сентябрь 1940)
- Морозов, Александр Александрович (1940 — май 1976)
- Шомин, Николай Александрович (май 1976—1990)
- Борисюк, Михаил Демьянович (1990 — июнь 2011)
- Веретенников, Александр Иванович (февраль 2012 — апрель 2015 года)
- Крюков, Сергей Дмитриевич (апрель 2015 — 2016)
- Мормило, Яков Михайлович (2016 — 2017)
- Бабич Алексей Александрович (2017— октябрь 2019)
- Мормило, Яков Михайлович  (октябрь 2019 -)